# ناحیه أم البواقی
ناحیه أم البواقی (به عربی: دائرة أم البواقی) یک ناحیه در الجزایر است که در استان ام‌البواقی واقع شده‌است.